# Faustus från Mileve
Faustus från Mileve alternativt Faustulus från Mileve, död omkring 400, var en biskop i Mileve, Nordafrika och företrädare för manikeismen.
Han sammanträffade i Kartago med Augustinus, vilken senare bemötte hans läror i skriften Contra Faustum. Han skildras av Augustinus i dennes självbekännelser.